# Associazione Vogherese Calcio 1947-1948
Questa voce raccoglie le informazioni riguardanti l'Associazione Vogherese Calcio nelle competizioni ufficiali della stagione 1947-1948.

## Rosa
| N. |                   | Ruolo | Calciatore       |
| -- | ----------------- | ----- | ---------------- |
|    | Italia (bandiera) | A     | G. Alvigini      |
|    | Italia (bandiera) | C     | Edilio Cavagna   |
|    | Italia (bandiera) | D     | Renato Avellani  |
|    | Italia (bandiera) | A     | Emilio Barbero   |
|    | Italia (bandiera) | C     | Bruno Barbieri   |
|    | Italia (bandiera) | C     | Luciano Bazzotti |
|    | Italia (bandiera) | C     | Dante Cattaneo   |
|    | Italia (bandiera) | C     | E. Cavagna       |
|    | Italia (bandiera) | A     | Dallera          |
|    | Italia (bandiera) | A     | Paolo De Caro    |
|    | Italia (bandiera) | C     | Ugo Gazzari      |

| N. |                   | Ruolo | Calciatore            |
| -- | ----------------- | ----- | --------------------- |
|    | Italia (bandiera) | P     | L. Gianardi           |
|    | Italia (bandiera) | A     | Oreste Guaraldo       |
|    | Italia (bandiera) | C     | Carlo Maggi           |
|    | Italia (bandiera) | P     | Attilio Miglio        |
|    | Italia (bandiera) | A     | Luigi Parrocchetti    |
|    | Italia (bandiera) | C     | Giovan Battista Penzo |
|    | Italia (bandiera) | C     | Giovanni Punteri      |
|    | Italia (bandiera) | D     | Enrico Repetto        |
|    | Italia (bandiera) | A     | Oscarre Spadavecchia  |
|    | Italia (bandiera) | A     | M. Zampelli           |
|    | Italia (bandiera) | D     | Arcangelo Zerbini     |